# Percy Heath

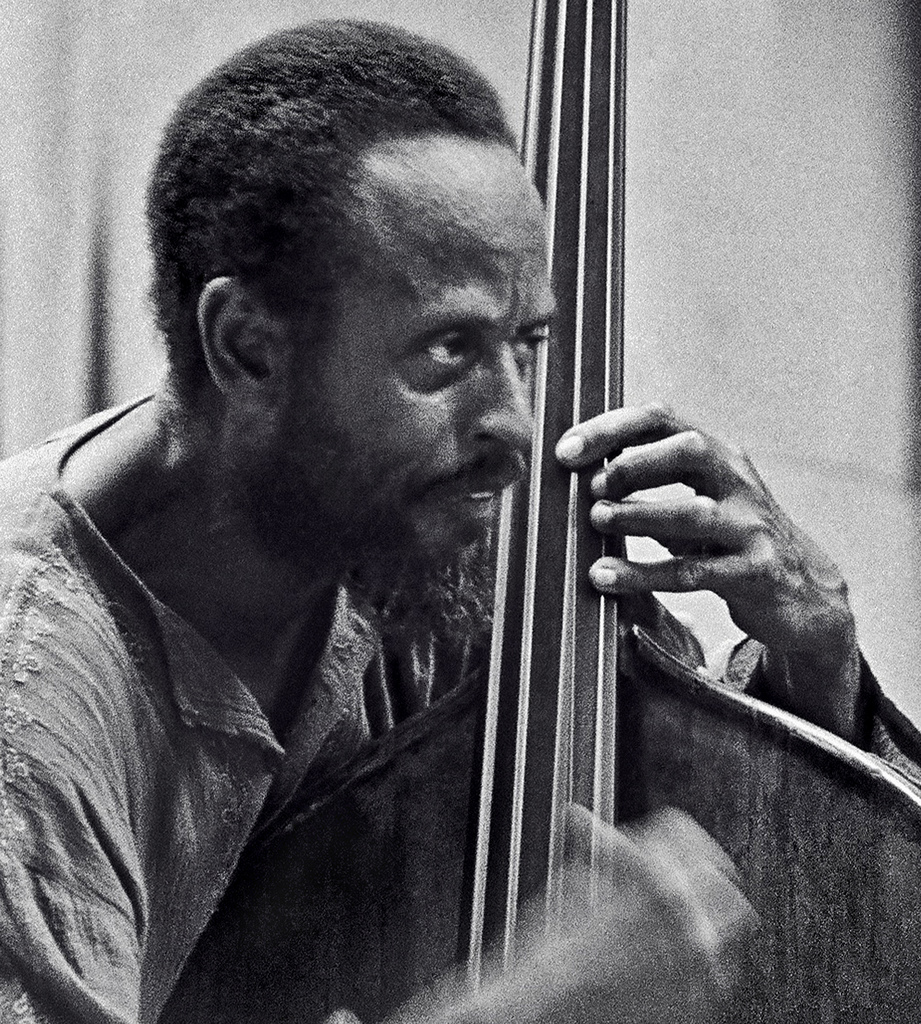
Percy Heath; 1977

Percy Heath (* 30. April 1923 in Wilmington, North Carolina; † 28. April 2005 in Southampton, New York) war ein US-amerikanischer Jazz-Kontrabassist.

## Leben
Aufgewachsen in Philadelphia, lernte Percy zunächst Geige und spielte im Schulorchester Violine, bis er im Bass sein ideales Instrument fand. Nach der Dienstzeit bei den Tuskegee Airmen, einer Fliegereinheit der United States Army Air Forces ausschließlich für Schwarze, begann er ein Musikstudium an der Granoff School of Music. 1947 ging er mit seinem Bruder, dem Komponisten und Saxophonisten Jimmy Heath, nach New York City zur Band von Howard McGhee. Aber auch mit anderen Protagonisten des modernen Jazz arbeitete er, so mit Charlie Parker und Thelonious Monk, mit Miles Davis, J. J. Johnson, Sonny Rollins oder Fats Navarro.
Von 1950 bis 1952 war Percy Heath Bassist im Sextett von Dizzy Gillespie. Danach gründete er mit drei Freunden aus dem Milt Jackson Quartet das Modern Jazz Quartet, das durch zahlreiche Auftritte in vier Jahrzehnten internationales Ansehen erlangen sollte. Seine Partner waren außer Milt Jackson (Vibraphon) noch John Aaron Lewis (Piano) und Kenny Clarke (Schlagzeug), alle aus der Gruppe um Gillespie. 1955 wirkte er an dem Prestige-Album Miles Davis and Milt Jackson Quintet/Sextet, mit dem seine langjährige Zusammenarbeit mit Miles Davis endete. 1961 wirkte er bei Elmo Hopes Album Homecoming! mit.
1975 gründete er mit seinen Brüdern Jimmy und Albert „Tootie“ Heath (Schlagzeug) die Formation The Heath Brothers. Er arbeitete auch mit Sarah Vaughan und war an einer großen Zahl von Produktionen der Labels Prestige und Blue Note beteiligt.
Percy Heath verstarb kurz vor seinem 82. Geburtstag an Knochenkrebs. Noch am 7. November 2003 trat er mit seinen Brüdern (The Night of the Brothers) und den Petrocca-Brothers in der sechsten JazzNight von Baden-Baden auf.
2002 erhielt er das Jazz Masters Fellowship der staatlichen NEA-Stiftung.

## Diskografie
Percy Heath war im Verlauf seiner Karriere an mehr als 200 Plattenaufnahmen beteiligt. Im Folgenden eine Auswahl:
- Modern Jazz Quartet, The Artistry of the Modern Jazz Quartet (Prestige, 1952–1955)
- Miles Davis and the Modern Jazz Giants (Prestige 1954)
- Miles Davis: Collectors’ Items  (Prestige 1956)
- Sonny Rollins and the Big Brass (MetroJazz Records, 1958)
- Jimmy Heath, Really Big! (Original Jazz Classics, 1960)
- Heath Brothers, Marchin’ On! (Strata-East, 1976)
- Heath Brothers, Brotherly Love (Antilles, 1991)
- Modern Jazz Quartet, Celebration (Atlantic, 1992)
- Jimmy Heath, A Love Song (Daddy Jazz, 2004)

| Personendaten    | Personendaten                                  |
| ---------------- | ---------------------------------------------- |
| NAME             | Heath, Percy                                   |
| KURZBESCHREIBUNG | US-amerikanischer Jazz-Musiker (Kontrabassist) |
| GEBURTSDATUM     | 30. April 1923                                 |
| GEBURTSORT       | Wilmington, North Carolina                     |
| STERBEDATUM      | 28. April 2005                                 |
| STERBEORT        | Southampton, New York                          |